# Agnsjön (Junsele socken, Ångermanland)
Agnsjön är en sjö i Sollefteå kommun i Ångermanland och ingår i Ångermanälvens huvudavrinningsområde. Sjön har en area på 0,095 kvadratkilometer och ligger 237,3 meter över havet.

## Delavrinningsområde
Agnsjön ingår i det delavrinningsområde (706678-156577) som SMHI kallar för Inloppet i Mjövattnet. Medelhöjden är 264 meter över havet och ytan är 11,15 kvadratkilometer. Räknas de 5 avrinningsområdena uppströms in blir den ackumulerade arean 57,2 kvadratkilometer. Kläppsjöbäcken som avvattnar avrinningsområdet har biflödesordning 2, vilket innebär att vattnet flödar genom totalt 2 vattendrag innan det når havet efter 134 kilometer. Avrinningsområdet består mestadels av skog (61 procent) och sankmarker (36 procent). Avrinningsområdet har 0,1 kvadratkilometer vattenytor vilket ger det en sjöprocent på 0,9 procent.